# Naftuah
Segons el Gènesi, Naftuah o Neftalí és fill de Misraim (fill de Cam i net de Noè). Els seus descendents se'ls anomena naftuhites.
Segons l'exegeta bíblic medieval Saadia Gaon, els naftuhites habitaren la ciutat de Birma (a la regió d'egipte Al Gharbiyah), i foren coneguts anteriorment com a Parmiin.